# 和平街道 (齐齐哈尔市)
和平街道是中国黑龙江省齐齐哈尔市富拉尔基区下辖的一个街道。